# 长棘蛙螺
长棘蛙螺（学名：Bufonaria echinata），是异足目蛙螺科赤蛙螺属的一种。主要分布于印度尼西亚、台湾，常栖息在沿岸。